# Ricanoptera bipunctata
Ricanoptera bipunctata är en insektsart som beskrevs av Melichar 1899. Ricanoptera bipunctata ingår i släktet Ricanoptera och familjen Ricaniidae. Inga underarter finns listade i Catalogue of Life.